# Switzerland County Courthouse
Das Switzerland County Courthouse ist das Courthouse des Switzerland County und steht in Vevay, Indiana. Es ist seit 2009 als Baudenkmal im National Register of Historic Places eingetragen.

## Architektur
Das dreistöckige Switzerland County Courthouse wurde  1862–64 im Stile des Greek Revival aus Backstein und Kalkstein errichtet. Es hat eine Breite von 5 und eine Tiefe von 9 Joch, was eine Grundfläche von ca. 16 × 29 m ergibt. Die Vorderfront weist als charakteristisches Merkmal einen hohen viersäuligen Portikus auf. Die geriffelten Säulen haben korinthische Kapitelle und Sockel Ionischer Ordnung. Über dem Zentrum des Courthouses erhebt sich eine hohe Kuppel mit Metalldach. Der Tambour ist zylinderförmig und wird durch korinthische Wandpfeiler mit vollem Gebälk akzentuiert.
Zum Baudenkmal Switzerland County Courthouse gehören drei Contributing Properties:
- das frühere Gefängnisgebäude aus dem Jahr 1875
- ein hexagonales Außenklo aus der Mitte des 19. Jahrhunderts
- eine ringförmige Bühne in Holzrahmenbauweise aus dem Jahr 1921

## Geschichte

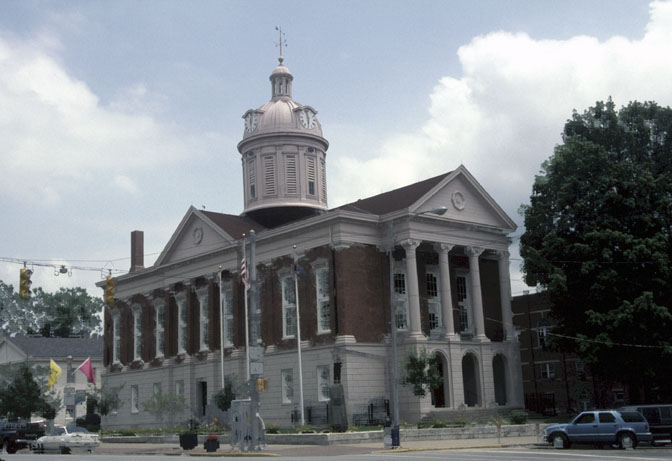
Jefferson County Courthouse in Madison

Zu Beginn der 1860er Jahre entstand im County Bedarf für ein neues Justiz- und Verwaltungsgebäude. Als Vorbild diente das von David Dubach entworfene Courthouse des Jefferson County in Madison. Im September 1862 wurde ein Vertrag abgeschlossen, der vorsah, das Switzerland County Courthouse mit den leicht modifizierten Bauplänen Dubachs bis zum 31. Dezember 1863 fertigzustellen. Die Ausschreibung gewann John Haly aus Kentucky, der bereits einige Erfahrungen in der Leitung öffentlicher Bauprojekte in Indiana hatte. Bei der Ausführung hielt er sich bis auf geringfügige Abweichungen an den ursprünglichen Dubachs. Kurz vor der Fertigstellung engagierte man Israel Fowler als Uhrmacher für die Kuppel des Courthouses. Am Ende betrugen die Gesamtkosten für den Bau knapp 30.000 US-Dollar und somit etwa 3.000 mehr als ursprünglich veranschlagt.
Am 17. Juni 2009 wurde das Gebäude als Baudenkmal in das National Register of Historic Places aufgenommen. Es gilt als ein herausragendes Beispiel für das Aufkommen des Greek Revival und Elementen aus der Römischen Architektur beim Bau von öffentlichen Gebäuden in der Mitte des 19. Jahrhunderts im Mittleren Westen und den Vereinigten Staaten insgesamt.